# گیلان‌ده (خرجگیل)
گیلانده(گیلَندی) یک روستا در ایران است که در دهستان خرجگیل، شهرستان تالش در استان گیلان واقع شده‌است. گیلانده ۱۵۲ نفر جمعیت دارد.

## جمعیت
این روستا در بخش اسالم قرار دارد و براساس سرشماری مرکز آمار ایران در سال ۱۳۸۵، جمعیت آن ۱۵۲ نفر (۳۱ خانوار) بوده‌است.